# Morden i Midsomer
Morden i Midsomer (engelska: Midsomer Murders) är en brittisk kriminalserie som började produceras 1997. Medverkande är bland andra Neil Dudgeon och Fiona Dolman, och serien handlar om mord som begås i det fiktiva grevskapet Midsomer i England.
De fem första filmerna är baserade på Caroline Grahams romaner om kriminalkommissarie (ungefär motsvarande originalets Detective Chief Inspector) Tom Barnaby, i TV-serien spelad av John Nettles. Alla följande filmer är originalmanus av olika manusförfattare.

## Produktion
I Storbritannien började serien sändas 1997 med pilotavsnittet "The Killings in Badger's Drift". Pilotavsnittet blev en succé och produktionen av fler avsnitt påbörjades, som började sändas under 1998. Serien var först erbjuden till BBC, men de tackade nej och serien hamnade hos ITV. Serien har sedermera sålts till över 100 länder, däribland USA, Kanada, Belgien, Nederländerna, Spanien, Danmark, Frankrike, Tyskland och Sverige.
Seriens musik är komponerad av Jim Parker, den inledande suggestiva valsens tema spelas på theremin, ett elektroniskt instrument. Från säsong 14 är titelmelodin förändrad. En violin har fått ersätta thereminen.
Serien kännetecknas av en speciell sorts torr brittisk humor, karaktären Barnaby försöker ofta få sista ordet, vilket han inte alltid får.
Det finns två romaner om DCI Barnaby, som inte har filmatiserats: A Place of Safety (1999) och A Ghost in the Machine (2004) och dessa kommer heller aldrig att filmas enligt Caroline Grahams egen utsago. Hon kommer heller inte att skriva fler böcker om DCI Barnaby. Caroline Grahams fyra första romaner om Barnaby har getts ut på svenska. Det svenska förlaget gav bokserien det övergripande namnet Morden i Midsomer efter TV-serien, något som inte har sin motsvarighet i den brittiska originalutgivningen. Även om Barnabys medhjälpare i TV-serien bytts ut flera gånger under åren, är det den ursprunglige assistenten Gavin Troy som figurerar i alla sju böckerna.
Den 11 februari 2009 aviserade John Nettles att han skulle sluta med rollen som Tom Barnaby efter inspelningarna av avsnitt nummer 81. Produktionsbolaget Bentley Productions meddelade omgående att man hade för avsikt att fortsätta med serien, med en ny skådespelare som kommissarie i Barnabys ställe. 
Ett år efter John Nettles beslut presenterades hans efterträdare: Neil Dudgeon, som spelar Tom Barnabys kusin, DCI John Barnaby. John Barnaby gjorde sitt första framträdande i avsnitt 75, men först i avsnitt 81 tog han över kommissarierollen, och fick ta över ansvaret för Midsomers polisdistrikt. Anledningen till att man ersätter Tom Barnaby med hans kusin John Barnaby är att i många länder som serien sålts till, heter serien "Kriminalkommissarie Barnaby" (bl.a. i Danmark) eller "Barnaby". Ett nytt efternamn på huvudpersonen skulle då ha framtvingat ett namnbyte på serien i dessa länder, vilket man ville undvika.

## Mer framträdande rollfigurer

### Nuvarande
- John Barnaby, spelad av Neil Dudgeon, kriminalkommissarie. Kusin till Tom Barnaby och tidigare stationerad i Brighton, där han medverkar för första gången i serien i avsnitt 75. Efter Tom Barnabys pensionering i avsnitt 81 tog John Barnaby över i Midsomers polisdistrikt.
- Sarah Barnaby, spelad av Fiona Dolman, John Barnabys fru och rektor för Causton Comprehensive (skola för åldrarna 11-19). Medverkar för första gången i avsnitt 83.
- Dr Fleur Perkins spelad av Annette Badland, som tagit över rollen som rättsläkare från och med avsnitt 117.
- Jamie Winter, spelad av Nick Hendrix, kriminalinspektör (Detective Sergeant) och Barnabys medhjälpare från och med avsnitt 111.

### Tidigare
- Tom Barnaby, spelad av John Nettles, kriminalkommissarie (Detective Chief Inspector) till och med avsnitt 81 då han bestämde sig för att gå i pension.
- Joyce Barnaby, spelad av Jane Wymark, Tom Barnabys fru.
- Cully Dixon (Barnaby), spelad av Laura Howard, är Tom och Joyce Barnabys dotter. Hon är numera skådespelerska men har haft en rad andra yrken innan. Från början bodde hon i Causton, men flyttade sedermera till London. Gifte sig i avsnitt 60 -  Blodsbröllop med Simon Dixon, och medverkade efter detta endast sporadiskt.
- Gavin Troy, spelad av Daniel Casey, kriminalinspektör (Detective Sergeant) och Barnabys medhjälpare från avsnitt 1 till avsnitt 29. Återkom som bröllopsgäst på Cullys bröllop i avsnitt 60.
- Dr George Bullard spelad av Barry Jackson, rättsläkare i alla avsnitt t o m 85, utom i avsnitt 6, 10-13, 16, 20-21 och 31. I avsnitten 6, 10, 12 och 13 ersattes han av Dr Dan Peterson (spelad av Toby Jones) och i avsnitt 16 av Dr Michael Rycroft (spelad av Michael Bertenshaw).
- Dan Scott, spelad av John Hopkins, kriminalinspektör (Detective Sergeant) och Barnabys medhjälpare i avsnitt 30 - 43. Hans frånvaro i avsnitt 44 förklarades med att han var sjuk och sedan försvinner han helt ur serien utan någon förklaring.
- Ben Jones, spelad av Jason Hughes, kriminalassistent (Detective Constable) och Barnabys medhjälpare från avsnitt 44. Befordras till kriminalinspektör (Detective Sergeant) i avsnitt 51. Jones fortsatte i serien efter Tom Barnabys pensionering, men lämnade serien efter avsnitt 95. Återkom som kriminalinspektör på uppdrag under täckmantel för Brightons polisdistrikt i avsnitt 113.
- Gail Stephens spelad av Kirsty Dillon, polisassistent (Woman Police Constable), dök upp för första gången i avsnittet "Död och aska" (avsnitt 56) och hade efter detta en mer eller mindre framträdande biroll i alla avsnitt utom 57 och 74. I avsnittet "Hemligheter och spionage" blev hon kriminalassistent (Detective Constable) och fick då en något mer framträdande roll i handlingen.[4] Gail Stephens finns inte med i handlingen fr o m avsnitt 82, utan att det lämnats någon förklaring i handlingen till varför hon lämnat Midsomer.
- Dr Kate Wilding spelad av Tamzin Malleson, tog över rollen som rättsläkare i avsnitten 86 - 104.
- Charlie Nelson, spelad av Gwilym Lee, kriminalinspektör (Detective Sergeant) och Barnabys medhjälpare i avsnitten 96 - 110.
- Dr Kam Karimore spelad av Manjinder Virk, tog över rollen som rättsläkare i avsnitten 105 - 116.

## Miljöer
Midsomer är ett fiktivt engelskt grevskap. Grevskapets huvudort heter Causton, en medelstor stad där kriminalinspektör Tom Barnaby bodde och där numera hans kusin John Barnaby bor med sin fru och där huvudpoliskontoret finns. Många av byarna och småstäderna i grevskapet har ordet Midsomer i sina namn. Grevskapet är känt för sin höga brottslighet, speciellt det stora antalet mordfall.

### Inspelningsplatser
När man har spelat in och spelar in serien har man använt sig av många olika platser runt om i England. De scener som utspelar sig i Causton spelas in i Wallingford och Oxfordshire. I övrigt har man spelat in i bl.a. Buckinghamshire, Beaconsfield, Amersham, Great Missenden, Prestwood, the Lee, Wendover, Stoke Poges, Princes Risborough, Turville, Long Crendon, Penn, Marlow, Denham, Bledlow, Ashridge, Aldbury, Little Gaddesden, Chesham, Latimer, Chenies, Hambleden, Haddenham, Waddesdon, Hertfordshire, Chipperfield, Flaunden, Bulbourne, Hadley Wood, Sarratt, Watford, Oxfordshire, Islip, Nettlebed, Henley-on-Thames, Dorchester, Waterstock, Little Haseley, Stoke Talmage, Stonor Park, Thame samt Aston. 
Järnvägsstationen i Beaconsfield representerar Caustons järnvägsstation i avsnitten.

## Avsnitt av Morden i Midsomer
Avsnitt 1-36 sändes i repris på SVT 24 på fredagskvällar mellan den 24 augusti 2007 och 2 maj 2008. Därefter har Viasat köpt reprisrättigheterna och visat de flesta avsnitten på TV 3 och TV8.

## Dokumentärer om serien
Ett antal dokumentärer om serien har sänts på ITV i Storbritannien. Dock har SVT endast sänt en av dessa och har för närvarande inga planer på att visa de övriga.
- Bakom Morden i Midsomer (Super Sleuths: Midsomer Murders)
  - Sändes på ITV3 den 14 november 2006 och på SVT den 31 augusti 2007. Detta är en dokumentär om Morden i Midsomer, där flera av huvudskådespelarna intervjuas om sina roller. Dessutom får man en överblick om hur allting började och lite fakta om t.ex. antalet personer som mördats m.m. Dokumentären sändes i repris på SVT1 en gång under sommaren 2008. I dokumentären sades det att hittills har 141 personer (fram till 2007) mördats eller avlidit på annat sätt. Fram till säsongen 2014 hade 265 personer mördats eller avlidit på annat sätt.
- Surviving Midsomer: An Insider's Guide
  - Sändes på ITV3 den 24 och 25 maj 2008. En "utbildning" i sju sätt att överleva i Midsomer. Programledare är Dr George Bullard (Barry Jackson). En humoristisk skildring av vad man bör undvika i Midsomer, om man vill hålla sig vid liv.
- Map of Midsomer
  - Sändes på ITV3 den 24 och 25 maj 2008. En dokumentär med John Nettles som guide. Man får se flera av de olika städer och byar, där inspelningarna av Morden i Midsomer äger rum.
- D.C.I. Barnaby & Me
  - Består av tio korta femminuters intervjuer med John Nettles om bl.a. hans favoritmord, hans favorithistoria, hans favoritmotspelerska m.m. bland alla de avsnitt som gjorts. Dessa intervjuer sändes en och en, inför en repris av det avsnitt som berördes i intervjun, under helgen 24-25 maj 2008.
- The People's Detective
  - En serie på sex avsnitt som visades på ITV3 hösten 2010. Varje avsnitt presenterade två kända TV-detektiver, som sedan tävlade om att vinna titeln "The People's Detective" genom röstning bland TV-tittarna. Detta avsnitt, som sändes 14 september 2010, var det tredje i serien och presenterade Tom Barnaby från Morden i Midsomer, tillsammans med Charles Wycliffe från serien Wycliffe. Titeln "The People's Detective" gick slutligen till DCS Christopher Foyle från serien Foyle's War, på andra plats kom Hercule Poirot och på tredje plats DCI Tom Barnaby från Morden i Midsomer.

## Övrigt
- I avsnittet En elektrisk hämnd förekommer en död man, vars dödsorsak aldrig förklaras i avsnittet. John Nettles har senare berättat att den förklarande scenen klipptes bort utan att någon uppmärksammade det.[5]
- Manusförfattaren David Lawrence är en pseudonym för David Harsent.
- Det finns ett påbörjat, men aldrig avslutat avsnitt av Morden i Midsomer. Avsnittet skulle ha hetat The Blood Point och påbörjades under perioden med Dan Scott som Barnabys medhjälpare. Arbetet med avsnittet avbröts då historien visade sig ha alltför stora likheter med en verklig händelse.[6]
- John Nettles och Daniel Casey medverkade i det engelska komediprogrammet French and Saunders julspecial Actually, som sändes på annandag jul 2003. De medverkade som DCI Barnaby och DS Troy i Dawn Frenchs och Jennifer Saunders parodisketch om en annan engelsk deckarserie, Rosemary & Thyme, här kallad Sausage & Mash.

## Caroline Grahams böcker och noveller om kommissarie Barnaby
| Prod.nr | Originaltitel                  | Svensk titel           | Utgivningsår | Översatt till svenska | Kuriosa |
| ------- | ------------------------------ | ---------------------- | ------------ | --------------------- | --- |
| 1       | The Killings at Badger's Drift | Morden i Badgers Drift | 1987         | 2008                  | Valdes till "En av de 100 bästa kriminalromanerna genom tiderna" av The British Crime Writers Association. Filmad som TV-avsnitt. |
| 2       | Death of a Hollow Man          | En tragisk mans död    | 1989         | 2008                  | Filmad som TV-avsnitt. Har fått titeln "Operamordet" i de svenska DVD-utgåvorna av TV-avsnittet, baserat på romanen. |
| 3       | Death in Disguise              | Döden i förklädnad     | 1992         | 2008                  | Filmad som TV-avsnitt. |
| 4       | Written in Blood               | Skrivet i blod         | 1994         | 2009                  | Filmad som TV-avsnitt. |
| 5       | Faithful unto Death            | Trogen in i döden      | 1996         | 2009                  | Filmad som TV-avsnitt. |
| 6       | A Place of Safety              |                        | 1999         | 2009                  | |
|         | Midsomer Murder                |                        | 1999         | -                     | En novell med jultema, specialskriven för den brittiska dagstidningen Daily Mail. Publicerades i 3 delar den 24, 27 & 28 december 1999.                                                                                                 |
| 7       | A Ghost in the Machine         |                        | 2004         |                       | DS Troy är fortfarande Barnabys medhjälpare i romanen, trots att han vid det här laget hade bytts ut i TV-serien. |
|         | Midsomer Murder at the Panto   |                        | 2011         |                       | En novell med jultema, specialskriven för den brittiska dagstidningen Daily Mail av Michael Aitkens, manusförfattare från TV-serien. Huvudkaraktärerna är John Barnaby och Ben Jones. Publicerades i 2 delar den 17 & 31 december 2011. |